# Bartolomé Mitre
Bartolomé Mitre Martinez (født 26. juni 1821 i Buenos Aires, død 19. januar 1906 sammesteds) var en argentinsk statsmand, militærfigur og forfatter. Han var Argentinas præsident fra 1862 til 1868.
Som liberal var han i opposition til Juan Manuel de Rosas og føderalisterne i 1850'erne og blev tvunget i eksil. Han arbejdede i den periode som soldat og journalist i Uruguay, Bolivia, Peru og Chile. Mitre vendte tilbage til Argentina efter Rosas' fald og ledede en revolte mod Justo José de Urquizas føderale lederskab. Efter Buenos Aires' genforening med Argentina indledte han en politisk karriere og fik flere vigtige poster i den provisoriske regering. I 1862 blev han valgt til landets præsident, og landet oplevede trods dårlige forudsætninger fremskridt.
Bartolomé Mitres grundlagde en af de førende aviser i Latinamerika, La Nación og udgav flere skønlitterære værker, bl.a. oversatte han Dantes La divina commedia (Den guddommelige komedie) til spansk.
Han er begravet på Cementerio de La Recoleta i Buenos Aires.
1. ↑  Navnet er anført på engelsk og stammer fra Wikidata hvor navnet endnu ikke findes på dansk.